# زابرنگیتسا
زابرنگیتسا (به صربی: Zabrnjica) یک منطقهٔ مسکونی در صربستان است که در پریبوی واقع شده‌است. زابرنگیتسا ۲۰۵ نفر جمعیت دارد.